# انفاق
اصطلاح اِنفاق در قرآن و کتب اسلامی به معنی بخشش مال به فقیران برای کسب رضای خداست و در نزد عارفان به منزله کمال بخشش است. انفاق از ریشه «ن-ف-ق» است که به گفته راغب در مفردات به معنی «کم‌شدن» است.

## انفاق در قرآن
در سوره بقره آیه ۲۶۲ و ۲۶۳ آمده‌است:
کسانی که اموال خود را در راه خدا انفاق می‌کنند، سپس در پی آنچه انفاق کرده‌اند، منّت و آزاری روا نمی‌دارند، پاداش آنان برایشان نزد پروردگارشان [محفوظ] است، و بیمی بر آنان نیست و اندوهگین نمی‌شوند.(۲۶۲) گفتاری پسندیده [در برابر نیازمندان] و گذشت [از اصرار و تندیِ آنان] بهتر از صدقه‌ای است که آزاری به دنبال آن باشد، و خداوند بی‌نیاز بردبار است. (۲۶۳)
سید محمدحسین طباطبایی در تفسیر این آیات انفاق را جزو حق‌الله و حق‌الناس می‌داند و بر دو دسته می‌شمارد: انفاق واجب مانند زکات، خمس و کفاره گناهان و انفاق مستحب مانند صدقات، بخشش‌ها و وقف‌ها که واجب نیستند. او دلایل اصلی تاکید بر انفاق را تعدیل ثروت‌ها، کم کردن فاصله طبقاتی و ایجاد برادری بین مسلمین می‌داند. طباطبایی براساس آیات فوق شرایط زیر را برای انفاق صحیح می‌شمارد: انفاق باید در راه خدا، از مال پاک و بدون منت و آزار و اذیت به فقیرانی که در راه خدا فقیر شده‌اند باشد.
همچنین بر اساس آیه ۶۷ سوره فرقان گفته شده که مومن نباید در انفاق زیاده‌روی کند یا بخل بورزد، بلکه باید راهی متعادل در پیش بگیرد:
و کسانی‌اند که چون انفاق کنند، نه ولخرجی می‌کنند و نه تنگ می‌گیرند، و میان این دو [روش] حد وسط را برمی‌گزینند.